# Китайсько-корейський договір 1882 року.
Китайсько-корейський договір 1882 року (кор. 조청상민수륙무역장정) був нерівноправним договором між Китаєм в часи правління китайської династії Цін та Кореєю в часи правління корейської династії Чосон у жовтні 1882 року. Ця угода була описана як Правила комунікації та торгівлі Чосон-Цін; і його назвали китайсько-корейськими правилами морської та сухопутної торгівлі. Договір передбачав, що Королівство Чосон є державою данником Китаю Цін, тим самим було розпочато панівний вплив китайської династії Цін на корейську династію Чосон.            Після 1894 року панівна в Китаї династія Цін втратив свій вплив на Королівство Чосон, через свій програш у першій китайсько-японській війні.
У жовтні обидві держави підписали договір, який передбачав залежність держави Чосон від Китаю, і надавав китайським купцям право вільно вести сухопутний і морський бізнес у межах своїх кордонів. Це також дало китайцям переваги перед японцями і західними державами, і надавало їм односторонні привілеї екстериторіальності в цивільних і кримінальних справах. Відповідно до угоди, кількість китайських купців і торговців значно зросла, що завдало серйозного удару корейським купцям.  Хоча ця угода, дозволяла корейцям взаємно торгувати в Пекіні, угода не була договором, а фактично була видана як правило для данника.  Крім того, протягом наступного року китайці контролювали створення, корейської морської митної служби, яку очолив фон Мьоллендорф.  Держава Чосон стала напівколоніальним данником Китаю, і корейський король Коджон не міг призначати своїх дипломатів без згоди Китаю,   і з китайськими військами які були розміщеними в Кореї для захисту китайських інтересів.

## Передумови
У 1876 році Королівство Чосон уклала торговий договір з Японською Імперією після того, як японські кораблі підійшли до Канхва (острів). Переговори про укладення договору з кількома західними країнами стали можливими завдяки завершенню цієї початкової ініціативи з Японською імперією.
У 1882 році США уклали договір з державою Чосон і встановили дипломатичні відносини , які послужили зразком для подальших переговорів з іншими західними державами.
Через два тижні після укладення договору між США та Кореєю 1882 року в Сеулі відбулося військове повстання під назвою «Інцидент Імо».  Солдати зайняли палац Чандок, і корейський уряд попросив військову допомогу у Китаю. Повстання було придушене китайськими військами. Після інциденту почався політичний вплив Китаю на державу Чосон.

## Положення договору
Китай та держава Чосон домовилися та затвердили багатостатейну угоду з положеннями, що стосуються дипломатичних відносин держави Чосон із західними державами. 
Правила комунікації та торгівлі Чосон-Цін мали на меті пом’якшити наслідки збільшення дипломатичних стосунків і розширення комерційних відносин із західними державами. Узгоджена угода спричинила непередбачувані наслідки. 